# Psijicó
Psijicó  o Psyjikó (transliteraciones a otras lenguas: Psykhikó, Psikhikó o Psychikó; en griego: Ψυχικό) es un municipio del área metropolitana de Atenas, en Grecia. Desde la reforma administrativa de 2011 forma parte del municipio de Filothei-Psijicó, del cual es capital municipal. La población del municipio era de 10.901 habitantes en 2001.

## Geografía física
Psijicó está totalmente integrado en la trama urbana de Atenas y se sitúa al sur del estadio Olímpico de Atenas. Dentro del territorio municipal está la finca de Tatoi, donde se encuentra el Palacio Real del mismo nombre. 

## Toponimia
El término significa, literalmente, «acto de caridad». Una leyenda popular dice que, tras la batalla de Maratón el corredor que fue a llevar la noticia a Atenas quedó exhausto ya a la altura de Psijicó. Paró, recobró aliento y siguió corriendo hasta llegar a la ciudad, pronunciar «hemos ganado» e inmediatamente caer muerto. De este «buen acto» tomaría su nombre la localidad.

## Demografía
| Año  | Población |
| ---- | --------- |
| 1981 | 10,775    |
| 1991 | 10,592    |
| 2001 | 10,901    |

## Personas destacadas
- Nikos Dimou (1935-): escritor.
- Sofía de Grecia (1938-): reina consorte emérita de España.
- Constantino II de Grecia (1940-2023): rey de Grecia hasta 1973.